# Hatchepsout (fille de roi)
Ne doit pas être confondu avec Hatchepsout.
Hatchepsout est la fille d'un ancien roi égyptien de la XIIIe dynastie, vers 1750 av. J.-C. Une personne nommée Hatchepsout est mentionnée trois fois. On ne sait pas s'il s'agit de personnes identiques ou différentes. 

## Hatchepsout, fille de la reine Nofret
Elle est connue par une stèle de calcaire maintenant au Musée égyptien du Caire (CG 20394) et trouvée à Abydos, où il est dit qu'elle était la fille de Nofret, l'épouse d'un roi. Le nom de son père royal n'est pas enregistré ici. La reine Nofret n'est pas connue d'autres sources. Hatchepsout apparaît sur cette stèle en tant qu'épouse du militaire Nedjesankh / Iu qui avait une deuxième épouse du nom de Noubemouakh. Sur la stèle est également mentionnée sa fille, la dame des maisons Nebetiunet. 

## Un scarabée de laXIIIedynastie
La fille d'un roi, Hatchepsout, est également connue grâce à un sceau de scarabée. Selon Ryholt, le scarabée peut être daté de l'époque antérieure à Sobekhotep III pour des raisons stylistiques. 

## Hatchepsout, la fille d'un roi de l'époque d'Amény-Qémaou
En 2017, on a découvert une pyramide de la XIIIe dynastie à Dahchour. Dans la pyramide a été trouvé une dalle de pierre avec des Textes des pyramides et le nom du roi Amény-Qémaou. Dans la même pyramide a été trouvé une boîte canope nommant la fille du roi Hatchepsout. On a également trouvé les restes d'un cercueil en bois de forme humaine.